# Acetato de calcio
El compuesto químico orgánico acetato de calcio es la sal de calcio del ácido acético. Tiene la fórmula Ca(CH3COO)2. Una fórmula alternativa es Ca(C2H3O2)2. Su nombre estándar es etanoato de calcio.
El CAS Nr 62-54-4 (anhidro) y el 5743-26-0 (monohidrato), no presenta ningún peligro para la salud, el aspecto es el de un polvo blanco (en cristales si esta hidratado), soluble en el agua, con una densidad de aproximadamente 1.60 kg/l.
- Cuando es calentado a una temperatura de aproximadadmente 400 °C, puede producir el explosivo/inflamable acetona.

{\displaystyle {\ce {Ca(CH3COO)2{_{(s)}}->[\Delta ]CaCO3{_{(s)}}+C3H6O{_{(g)}}}}}
- La forma anhidra es muy higroscópica, por lo tanto el monohidrato Ca(CH3COO)2*H2O es la forma común.

## Producción
Existen muchas reacciones mediante las cuales se puede producir acetato de calcio, sin embargo hay 2 reacciones que se utilizan principalmente para la producción.
- La neutralización de carbonato de calcio con ácido acético.[2]

{\displaystyle {\ce {CaCO3{_{(s)}}+2CH3COOH{_{(aq)}}->Ca(CH3COO)2{_{(aq)}}+H2O{_{(l)}}+CO2\uparrow {_{(g)}}}}}
Donde el catión de calcio se une a 2 aniones acetato para formar el acetato de calcio, mientras el anión carbonato pierde un átomo de oxígeno para cederlo al par de protones que liberan las 2 moléculas de ácido acético, formando agua y dióxido de carbono.
- La neutralización de hidróxido de calcio con ácido acético.[2]

{\displaystyle {\ce {Ca(OH)2{_{(s)}}+2CH3COOH{_{(aq)}}->Ca(CH3COO)2{_{(aq)}}+2H2O{_{(l)}}}}}
Donde el catión de calcio se une con 2 aniones acetato para formar el acetato de calcio, mientras el par de protones liberados por las 2 moléculas de ácido acético se unen con el par de aniones hidróxido para formar 2 moléculas de agua.
También existen otras 2 reacciones donde el acetato de calcio es un producto importante, pero no el único producto de interés comercial.
- La doble reacción de sustitución del ácido acético con fosfato hidrogenado de calcio.

{\displaystyle {\ce {2CH3COOH{_{(aq)}}+CaHPO4{_{(s)}}->H3PO4{_{(aq)}}+Ca(CH3COO)2{_{(aq)}}}}}
Donde el par de aniones acetato sustituye al anión fosfato qué acompaña al calcio, y el anión fosfato se une con los 2 portones qué liberaron los aniones acetato. 
- La reacción redox de acetona con hipoclorito de calcio.

{\displaystyle {\ce {2C3H6O{_{(l)}}+3Ca(ClO)2{_{(s)}}->Ca(CH3COO)2{_{(s)}}+2Ca(OH)2{_{(s)}}+2CHCl3{_{(l)}}}}}
Donde la acetona se oxida para formar cloroformo y el hipoclorito de calcio se reduce para formar hidróxido de calcio y acetato de calcio.

## Gel de Acetato de Calcio
Al mezclar una solución saturada del acetato del calcio con un alcohol se forma acetato de calcio gelificado o acetato de calcio en gel, un semisólido inflamable similar al Sterno. Esta solución de acetato de calcio en alcohol es un polímero coloidal formado por iones de calcio y acetato que forman una estructura de red alrededor de las moléculas de alcohol.
Al quemarse el gel de acetato de calcio el calor de la combustión del alcohol descompone el acetato de calcio, formando acetona que combustiona de inmediato al contacto con el fuego y carbonato de calcio.
Aquí se muestra un ejemplo con etanol.
{\displaystyle {\ce {Ca(CH3COO)2{_{(s)}}*C2H5OH{_{(l)}}+7O2{_{(g)}}->[\Delta ]CaCO3{_{(s)}}+5CO2{_{(g)}}+6H2O{_{(g)}}}}}

## Aplicaciones

### Alimentos
El acetato de calcio se utiliza como conservante en una amplia gama de alimentos y se considera una alternativa más segura a otros conservantes químicos como el benzoato de sodio y el sorbato de potasio.
También se utiliza como aditivo alimentario para regular la acidez y mejorar la textura de los alimentos procesados. Se utiliza como agente espesante en productos como la gelatina.
Suele indicarse en los ingredientes bajo el código E263.

### Construcción
En construcción el acetato de calcio se utiliza para precipitar el carbonato de calcio en la producción de biocemento con una menor emisión de amoníaco que el cloruro de calcio.
También se utiliza como acelerante para el concreto.

### Medicina
El acetato de calcio se utiliza principalmente para tratar la hiperfosfatemia en pacientes con enfermedad renal. También se utiliza para prevenir o tratar la deficiencia de calcio

### Química Industrial
El acetato de calcio se utiliza en la industria química como un inhibidor de corrosión, catalizador de esterificación, estabilizador para la resina de tinta para impresoras, agente espesante en la fabricación de la jabones de calcio y agente espumante en la producción de PVC.
También participa en la producción de lubricantes, negro de carbón, ácido acético y acetona.
El acetato de calcio también funciona como un deshielante no corrosivo amigable con el medio ambiente.

### Textiles
El acetato de calcio se utiliza en la industria textil como mordaz para teñir las telas.

## Formación Natural
En la naturaleza se puede encontrar el acetato de calcio en el mineral de calclacita como cloruro de acetato de calcio pentahidratado. Este mineral se forma en rocas calcáreas y fósiles.

## Historia
Antiguamente, antes del uso del cumeno, el acetato de calcio era la principal fuente de acetona a nivel comercial, ya que era un material de acceso fácil y barato del cual se extraía la acetona por destilación en seco. Por ello durante la Primera Guerra Mundial, el acetato de calcio fue la fuente de acetona para la fabricación de cordita, y contaba con una fábrica dedicada a su producción en la ciudad de Brisbane en Queensland, Australia.